# Racha Arodaky
Répertoire
baroque romantique contemporain
Racha Arodaky est une pianiste française.

## Formation
Racha Arodaky, pianiste française , étudie au Conservatoire national supérieur de musique et de danse de Paris dans la classe de Dominique Merlet. Elle obtient son prix de piano, à seize ans puis continue sa formation au conservatoire Tchaïkovski de Moscou avec Yevgueni Malinine. Elle devient par la suite l'une des rares élèves de Murray Perahia.

## Carrière

### Concertiste
Racha Arodaky mène une carrière internationale de concertiste. Son répertoire est orienté vers des compositeurs romantiques (Mendelssohn, Scriabine) et baroques (Scarlatti, Haendel, Bach).
Elle a été invitée à jouer avec de nombreux orchestres, comme l'orchestre National de France, l'orchestre Colonne, Padeloup, en province, l'orchestre de Caen, de Saint-Étienne, à l'étranger l'orchestre de Belgrade, l'orchestre de chambre de Moscou, l'orchestre de Prague.
Elle est régulièrement invitée dans des festivals en France et à l'étranger (les Jacobins, le festival Chopin à Bagatelle, Schleswig Holstein, Brighton...).
En 2009, Le Monde consacre un article écrit par Renaud Machard pour le récital de l'artiste au Théâtre de l'Athénée à la suite de la sortie de son disque Haendel.

### Interprétations
Parallèlement à son activité de concertiste, elle diffuse des interprétations d’œuvres via les éditeurs Zig Zag Territoires ainsi que son propre label Air-Note (Mendelssohn, Scriabine, Scarlatti, Haendel et Bach).
Après les Préludes de Scriabine paru chez Zig-Zag Territoires en 2003, Racha Arodaky interprète dix-huit sonates de Domenico Scarlatti, sélectionnées parmi les 555 existantes (disque Zig-Zag Territoires, 2006).
En 2009, Racha Arodaky fait paraître un disque consacré aux suites de Haendel.
En 2011, elle fait paraître un disque consacré aux partitas de Bach (2011) fait suite à l'enregistrement d'un cycle baroque (commencé par le disque Scarlatti).

« On ne sait dans le cas de Racha Arodaky si c’est la maîtrise de l’art ou la singularité de la personnalité qui rendent chacun de ses concerts une expérience aussi frappante, et souvent inoubliable. Le juste équilibre avec lequel elle approche les répertoires qui lui tiennent à cœur, alliant la puissance hors pair du virtuose et la musicalité chaleureuse du poète, en font assurément une des artistes les plus attachantes de notre temps. »

— Éric Denut

### Direction artistique
Depuis 2013, Racha Arodaky est directrice artistique du festival de musique des Fêtes Musicales du Château de Pionsat dans le Puy de Dôme Elle est également directrice générale du label de musique Air-Note. Elle a produit des artistes comme Edna Stern, Joël Gauvrit ainsi que ses propres disques.

## Distinctions
En 2001, parrainée par Georges Pludermacher, Racha Arodaky est distinguée par le prix « Révélation classique » de l'ADAMI au MIDEM à la suite de son disque des Romances sans Paroles de Mendelssohn paru chez BNL, qui a obtenu le Choc du Monde de la Musique et le Recommandé Classica.
Racha Arodaky reçoit en trio le premier Prix et le prix spécial du jury au concours international de musique de chambre Johannes Brahms à Gdansk en Pologne en 1997.
Racha Arodaky est nommée en 2015 par le Ministère de la Culture au grade de Chevalier des Arts et des Lettres, et en reçoit la médaille le 28 janvier 2016 de la part d'Eve Ruggieri.

## Discographie
- Mendelssohn, Romances sans Paroles nos 1 à 6 (décembre 1999, BNL)[8] (OCLC 742989624)
- Scriabine, Études et Préludes (10–14 mars 2003, ZigZag Territoires)[9] (OCLC 811645523)
- Scarlatti, 18 Sonates : K. 1, 9, 30, 32, 87, 159, 193, 208, 209, 213, 247, 427, 457, 462, 466, 474, 481 et 551 (2005, ZigZag Territoires ZZT 060202)[10] (OCLC 873191200)
- Haendel, Suites pour clavier (avril 2009, Airnote AIR-001-2009) (OCLC 618891054)
- Bach, Partitas pour clavier (2011, Airnote) (OCLC 893821315)

## Notice discographique
- (fr) Éric Denut, « Haendel, Suite pour piano », p. 4–8, Airnote (AIR-001-2009), 2009 .